# Jamlitz
Jamlitz là một đô thị thuộc huyện Dahme-Spreewald, bang Brandenburg, Đức. Đô thị Jamlitz có diện tích 42,76 km², dân số thời điểm 31 tháng 12 năm 2006 là 611 người.